# Ад-Дэйр
Ад-Дэйр (араб. الدير‎ ; DMG ad-Dair — «монастырь») — набатейский скальный храм I века н. э., сохранившийся неподалёку от города Петра. Представляет собой монументальное здание, вырезанное целиком из скалы. Имеет размеры 50 метров в ширину и около 45 метров в высоту.

## История
Близость архитектуры этого храма к архитектуре эфесской библиотеки Цельса (около 115 год н. э.) позволила Ж. Старки датировать его возведение последними годами правления набатейского царя Раббэля II Сотера.
После принятия христианства в IV веке здание использовалось в качестве монастыря. Об этом свидетельствуют вырезанные в скале алтарь и орнамент в виде крестов. Ад-Дэйр посещают реже, чем другой набатейский храм Эль-Хазне, так как путь к нему ведёт по лестнице с несколькими сотнями ступеней.

## Галерея
- Дэвид Робертс Эль-Дейр Петра, 8 марта 1839
- Дорога к храму